# Ship to Wreck
Ship to Wreck – piosenka angielskiej grupy Florence + The Machine wydana w kwietniu 2015 r. jako drugi singel promujący płytę How Big, How Blue, How Beautiful. Tekst opowiada o samoniszczącej naturze człowieka, destrukcyjnej nawet dla tego, co się kocha.

## Notowania

### Świat[2]
- Australia: 48
- Austria: 66
- Belgia: 12 (Flandria), 48 (Walonia)
- Francja: 125
- Niemcy: 81
- Nowa Zelandia: 37

### Polska
- Lista RFN / Muzo.fm: 1[3]
- SLiP/ Radio Szczecin: 2[4]
- Turbo Top / Antyradio: 3[5]
- Lista Przebojów / Radio Merkury: 4[6]
- Lista Przebojów / Radio PiK: 4[7]
- Lista Przebojów Trójki: 7[8]
- Lista Przebojów / Radio Łódź: 12[9]
- Uwuemka: 13[10]